# 帚石楠属
帚石楠属（學名：Calluna），亦作帚石南属，目前只有帚石楠一個物種；其餘都被認為只是帚石楠的異名。

## 下属物种
本属包括以下物种：
- 帚石楠 Calluna vulgaris (L.) Hull